# Trafficanti d'oro
Trafficanti d'oro (Twist of Fate) è un film britannico-statunitense del 1954 diretto da David Miller.